# Gran Premi de San Marino de 2004
Resultats del Gran Premi de San Marino de la temporada 2004 disputat a l'Autodromo Enzo e Dino Ferrari el 25 d'abril de 2004.

## Classificació
| Pos | No | Pilot                | Equip              | Voltes | Temps/ Retirada | Pos. de sortida | Punts |
| --- | -- | -------------------- | ------------------ | ------ | --------------- | --------------- | ----- |
| 1   | 1  | Michael Schumacher   | Ferrari            | 62     | 1h 26' 19. 670  | 2               | 10    |
| 2   | 9  | Jenson Button        | BAR - Honda        | 62     | + 9.702 s       | 1               | 8     |
| 3   | 3  | Juan Pablo Montoya   | Williams - BMW     | 62     | + 21.617 s      | 3               | 6     |
| 4   | 8  | Fernando Alonso      | Renault            | 62     | + 23.654 s      | 6               | 5     |
| 5   | 7  | Jarno Trulli         | Renault            | 62     | + 36.216 s      | 9               | 4     |
| 6   | 2  | Rubens Barrichello   | Ferrari            | 62     | + 36.683 s      | 4               | 3     |
| 7   | 4  | Ralf Schumacher      | Williams - BMW     | 62     | + 55.730 s      | 5               | 2     |
| 8   | 6  | Kimi Räikkönen       | McLaren - Mercedes | 61     | + 1 Volta       | 20              | 1     |
| 9   | 11 | Giancarlo Fisichella | Sauber - Petronas  | 61     | + 1 Volta       | 18              |       |
| 10  | 12 | Felipe Massa         | Sauber - Petronas  | 61     | + 1 Volta       | 12              |       |
| 11  | 17 | Olivier Panis        | Toyota             | 61     | + 1 Volta       | 13              |       |
| 12  | 5  | David Coulthard      | McLaren - Mercedes | 61     | + 1 Volta       | 11              |       |
| 13  | 14 | Mark Webber          | Jaguar - Cosworth  | 61     | + 1 Volta       | 8               |       |
| 14  | 15 | Christian Klien      | Jaguar - Cosworth  | 60     | + 2 Voltes      | 14              |       |
| 15  | 21 | Zsolt Baumgartner    | Minardi - Cosworth | 58     | + 4 Voltes      | 19              |       |
| 16  | 10 | Takuma Sato          | BAR - Honda        | 56     | Motor           | 7               |       |
| Ret | 18 | Nick Heidfeld        | Jordan - Ford      | 48     | Palier          | 16              |       |
| Ret | 16 | Cristiano da Matta   | Toyota             | 32     | Accident        | 10              |       |
| Ret | 20 | Gianmaria Bruni      | Minardi - Cosworth | 22     | Frens           | 17              |       |
| Ret | 19 | Giorgio Pantano      | Jordan - Ford      | 6      | Hidràulics      | 15              |       |

## Altres
- Pole : Jenson Button 1' 19. 753

- Volta ràpida : Michael Schumacher 1' 20. 411 (a la volta 10)